# Ананино (Торопецький район)
Ананино (рос. Ананино) — присілок в Торопецькому районі Тверської області Російської Федерації.
Населення становить 12 осіб. Входить до складу муніципального утворення Речанське сільське поселення.

## Історія
Від 2005 року входить до складу муніципального утворення Речанське сільське поселення.

## Населення
| 2002 | 2010 |
| ---- | ---- |
| 18   | ↘12  |